# 367 a.C.
Il 367 a.C. (CCCLXVII a.C. in numeri romani) è un anno  del IV secolo a.C.

## Eventi
- Roma
  - tribuni consolari Aulo Cornelio Cosso, Marco Geganio Macerino, Lucio Veturio Crasso Cicurino, Marco Cornelio Maluginense, Publio Manlio Capitolino e Publio Valerio Potito Publicola
  - dittatore Marco Furio Camillo
  - i romani sconfiggono i Galli nei pressi di Albano
  - sono approvate le Leggi Licinie Sestie: il consolato non è più riservato ai patrizi.
  - è istituita la figura del praetor urbanus, carica spettante, nei primi trent'anni dall'istituzione, ai soli patrizi
  - Viene costruito il tempio della Concordia al Foro Romano ad opera di Marco Furio Camillo, per celebrare la fine delle contese tra patrizi e plebei.
- Aristotele, secondo Diogene Laerzio, diventa membro dell'Accademia di Platone
- Dionisio il Giovane succede a Dionisio il Vecchio a Siracusa.
- Alessandro, tiranno di Fere, in lotta contro Tebe.
- Atene toglie l'esilio a Senofonte che torna nella capitale attica.

## Nati
Tolomeo I Sotere

## Morti
- Antalcida, ammiraglio, politico e diplomatico spartano
- Diocle di Siracusa, politico siceliota
- Dionisio I di Siracusa, militare e politico siceliota (n. 430 a.C.)